# Pogrom von Aleppo

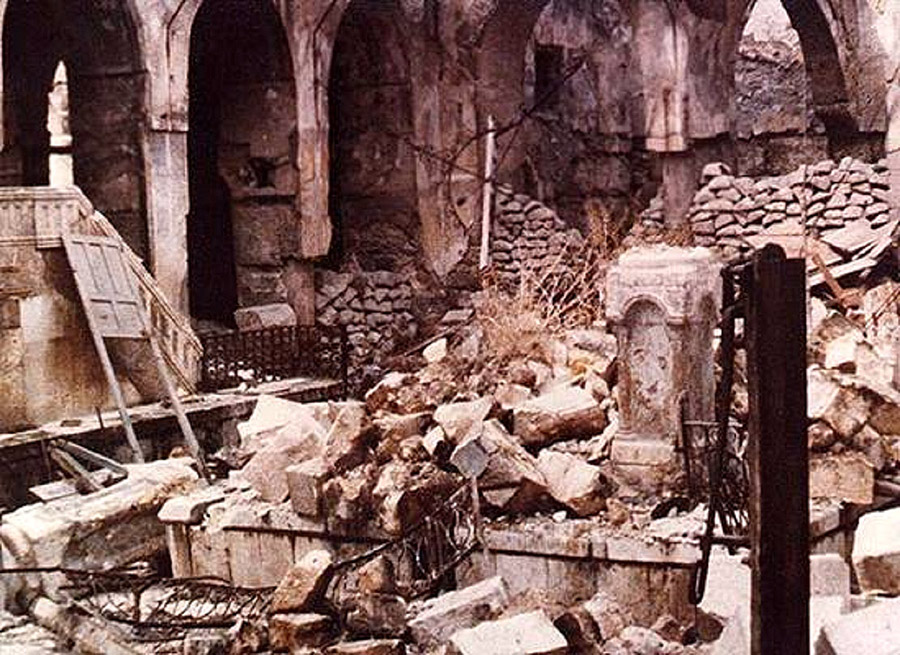
Die zerstörte Aleppiner Zentralsynagoge

Das Pogrom von Aleppo waren Angriffe muslimischer Bevölkerungsteile in Syrien gegen die Juden Aleppos im Dezember 1947, die zum Tod von jüdischen Bürgern der Stadt, zur Zerstörung zahlreicher Wohnungen und zu einer Vertreibungswelle führten.
Der Angriff war Teil einer Welle des sich ausbreitenden Antijudaismus in islamischen Ländern und kam als Reaktion auf die Entscheidung der Vereinten Nationen zur Teilung Palästinas, die zu Unruhen im ganzen Nahen Osten und in Nordafrika führte. Das Ereignis führte zum Tod von 8 bis 75 Juden und zur Verletzung von mehreren hundert weiteren. Im Anschluss daran musste etwa die Hälfte der jüdischen Bevölkerung der einst kosmopolitisch-multireligiösen Stadt ihre Heimat verlassen.

## Hintergrund und Ablauf
Die jüdische Bevölkerung von Aleppo ging unter der Herrschaft des Osmanischen Reiches zwischen 1853 und 1875 aufgrund von Pogromen und Vertreibungen stark zurück. Seitdem kam es zu keinen merklich größeren Ausschreitungen.
Nachdem der UN-Teilungsplan für Palästina am 29. November 1947 durch die Vereinten Nationen angenommen worden war, kam es im Zuge der Vertreibungen der Juden aus arabischen und islamischen Ländern zu Unruhen der muslimischen Einwohner in Aleppo gegen die jüdische Gemeinde der Stadt, die zu diesem Zeitpunkt noch etwa 10.000 Mitglieder hatte. Acht bis 75 Menschen wurden getötet, mehrere Hunderte verwundet. Zehn Synagogen, darunter die Hauptsynagoge der Stadt, sowie fünf Schulen, ein Waisenhaus, ein Jugendklub, zahlreiche jüdische Geschäfte und 150 jüdische Häuser und Wohnungen wurden in Flammen gesetzt und zerstört. Der Eigentumsschaden belief sich auf einen Wert von über 2,5 Millionen US-Dollar. Die jüdische Gemeinschaft schrumpfte daraufhin stark, und kurze Zeit später wurde etwa die Hälfte der jüdischen Bevölkerung vertrieben. Während des Pogroms wurde der für die Geschichte des hebräischen Bibeltexts sehr wichtige Codex von Aleppo beschädigt.